# Celebrity Silhouette
El Celebrity Silhouette es un crucero de la Clase Solstice operado por Celebrity Cruises, una subsidiaria de Royal Caribbean Group. Se ordenó con el constructor naval alemán Meyer Werft en mayo de 2007 y se entregó en julio de 2011 como el cuarto barco de la clase Solstice en la flota.
Season 2025: Iceland